# 루바르
루바르(louvar 또는 luvar) 또는 황제어(Imperial fish)는 양쥐돔목에 속하는 조기어류 바다 물고기의 일종이다. 루바르과(Luvaridae)와 루바르속(Luvarus)의 현존하는 유일종이다. 양쥐돔과 물고기와 근연 관계에 있다.

## 계통 분류
다음은 베탕쿠르(Betancur) 등의 연구에 기초한 계통 분류이다.
|  | 루바르과                                              |
|  |                                                       |
|  | \| \| 깃대돔과 \| \| \| \| \| \| 양쥐돔과 \| \| \| \| |
|  |                                                       |
|  | 깃대돔과                                              |
|  |                                                       |
|  | 양쥐돔과                                              |
|  |                                                       |

|  | 깃대돔과 |
|  |          |
|  | 양쥐돔과 |
|  |          |